# Edwin O’Neill Willis

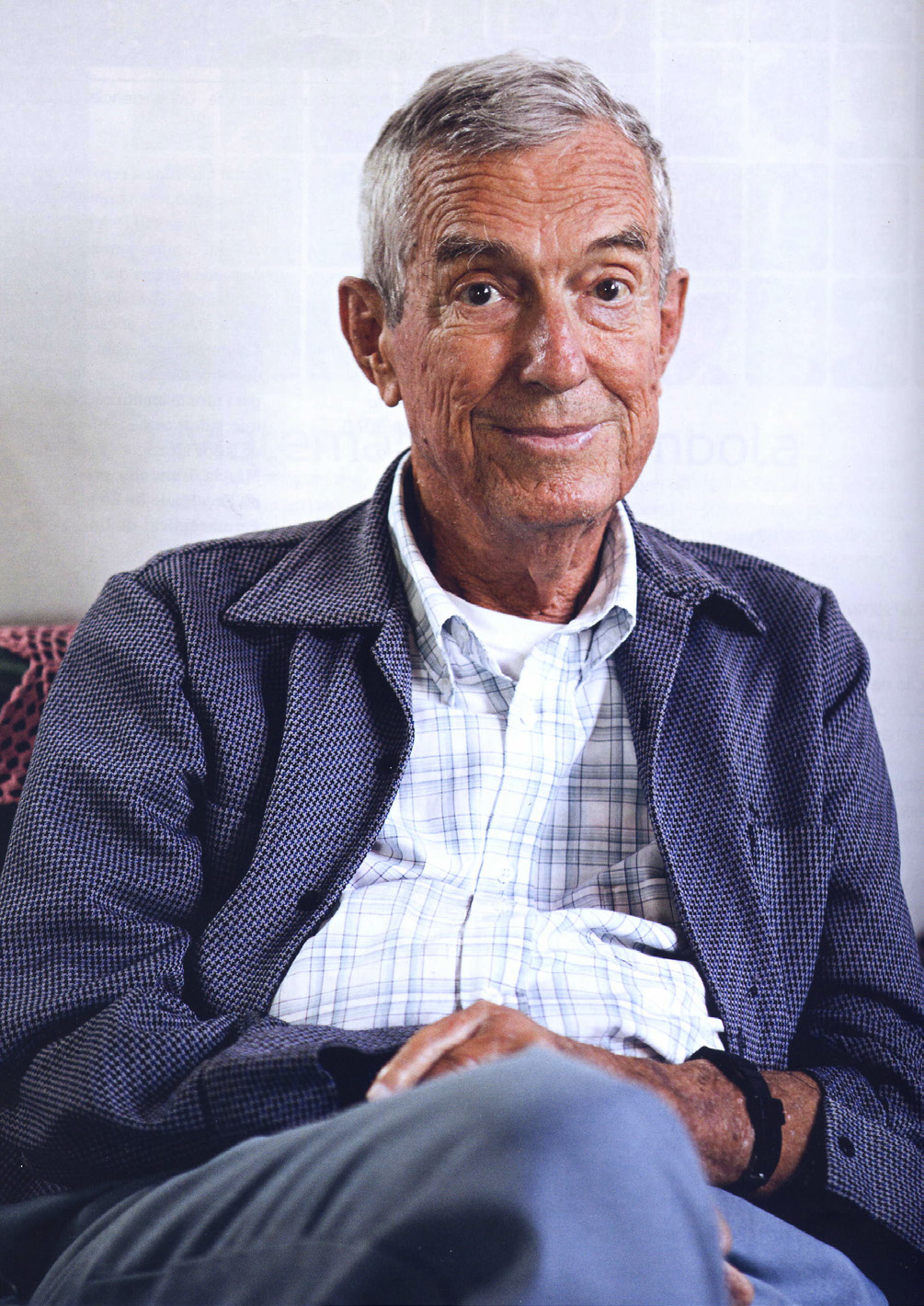
Edwin O’Neill Willis fotografiert von seiner Frau

Edwin O’Neill Willis (* 18. Januar 1935 in Russellville, Alabama; † 11. April 2015 in Rio Claro, São Paulo, Brasilien) war ein US-amerikanischer Ornithologe. Sein Forschungsschwerpunkt war die Avifauna Mittel- und Südamerikas.

## Leben
Willis war der Sohn von Andrew Nelson Willis und Verna Fleming. Er wuchs auf einer Farm in Russellville, Alabama, auf.
Willis interessierte sich seit seiner Kindheit für Vögel und veröffentlichte seinen ersten Artikel im Jahr 1949, als er 14 Jahre alt war. Er schloss 1956 sein Studium der Biologie am Virginia Polytechnic Institute in Blacksburg, Virginia, mit einem Bachelor of Science ab und wechselte dann an die Louisiana State University, wo er 1958 seinen Master machte. Seine Dissertation The foraging behavior of ant-tanagers in British Honduras entstand unter der Leitung von George H. Lowery.
1964 wurde er an der University of California, Berkeley, in Zoologie zum Ph.D. promoviert. Seine Doktorarbeit The Behavior of Bicolored Antbirds wurde von der Universität als Monographie veröffentlicht.  Anschließend war er für ein Jahr als Postdoc am American Museum of Natural History tätig.
1970 heiratete Willis die brasilianische Ornithologin und Entomologin Yoshika Oniki. 1982 wechselte er an die Universidade Estadual Paulista in Rio Claro, wo er bis zu seiner Pensionierung im Jahr 2005 lehrte.
Während seiner Karriere veröffentlichte Willis fast 300 wissenschaftliche Artikel und Bücher. Einige davon waren in portugiesischer Sprache verfasst. Viele entstanden in Zusammenarbeit mit seiner Frau. Willis interessierte sich besonders für den Mutualismus zwischen insektenfressenden Vögeln (sogenannten „Ameisenfolgern“ aus den Gruppen der Ameisendrosseln, Kardinäle und Baumsteigern) und den Wanderameisen. Hierüber schrieb er zwischen 1966 und 1986 über 30 Arbeiten.

## Dedikationsnamen
1997 wurde die 1920 von W. E. Clyde Todd beschriebene Unterart Cercomacroides tyrannina laeta des Grauameisenfängers in den Artstatus erhoben. In Anerkennung von Willis’ Leistungen erhielt sie den Trivialnamen Willis’s antbird (deutsch: Amazonasameisenfänger). 1969 benannte Kenneth Carroll Parkes die Unterart Habia fuscicauda willisi des Rotkehlkardinals zu Ehren von Willis. Der Schuppenmantel-Ameisenwächter wurde früher aufgrund der Morphologie in die Gattung Hylophylax gestellt, eine molekulare Studie aus dem Jahr 2007 ergab jedoch, dass er nicht eng mit den anderen Mitgliedern der Gattung verwandt ist. Im selben Jahr stellten die brasilianischen Ornithologen Carlos Agne und José Fernando Pacheco die neue Gattung Willisornis auf. 1982 beschrieb Yoshika Oniki-Willis mit Kary Cadmus Emerson die Kieferlausart Formicaricola willisi.

## Schriften (Auswahl)
- Fall field trip to St. Francis Sanctuary. In: Maryland Birdlife. Band 5, Nr. 5, 1949, S. 66 (englisch, biodiversitylibrary.org).
- A study of the foraging behavior of two species of ant-tanagers. In: Auk. Band 77, Nr. 2, 1960, S. 150–170, doi:10.2307/4082348 (englisch, unm.edu [PDF]).
- The Behavior of Bicolored Antbirds (= University of California Publications in Zoology. Nr. 79). University of California Press, Berkeley 1967 (englisch).
- Studies of the behavior of lunulated and Salvin's antbirds. In: Condor. Band 70, Nr. 2, 1968, S. 128–148, doi:10.2307/1365956 (englisch, unm.edu [PDF]).
- Taxonomy and behavior of pale-faced antbirds. In: Auk. Band 85, Nr. 2, 1968, S. 253–264, doi:10.2307/4083585 (englisch, unm.edu [PDF]).
- On the behavior of five species of Rhegmatorhina, ant-following antbirds of the Amazon basin. In: Wilson Bulletin. Band 81, 1969, S. 362–395 (englisch, unm.edu [PDF]).
- The Behavior of Spotted Antbirds (= Ornithological Monographs 10). American Ornithologists’ Union, 1972 (englisch, unm.edu [PDF]).
- mit Yoshika Oniki: Ecology and nesting behavior of the chestnut-backed antbird (Myrmeciza exsul). In: Condor. Band 74, Nr. 1, 1972, S. 87–98, doi:10.2307/1366453 (englisch, unm.edu [PDF]).
- Breeding of the white-plumed antbird (Pithys albifrons). In: Auk. Band 89, Nr. 1, 1972, S. 192–193, doi:10.2307/4084077 (englisch, unm.edu [PDF]).
- The Behavior of Ocellated Antbirds (= Smithsonian Contributions to Zoology. Nr. 144). Smithsonian Institution Press, 1973 (englisch, si.edu).
- mit Yoshika Oniki: Birds and army ants. In: Annual Review of Ecology and Systematics. Band 9, 1978, S. 243–263, doi:10.1146/annurev.es.09.110178.001331 (englisch).
- Diversity in adversity: the behaviour of two subordinate antbirds. In: Arquivos de Zoologia. Band 30, Nr. 3, 1981, S. 159–234, doi:10.11606/issn.2176-7793.v30i3p159-234 (englisch).
- The behavior of black-banded woodcreepers (Dendrocolaptes picumnus). In: Condor. Band 84, Nr. 3, 1982, S. 272–285, doi:10.2307/1367369 (englisch, unm.edu [PDF]).
- The behavior of scale-backed antbirds. In: Wilson Bulletin. Band 94, Nr. 4, 1982, S. 447–462 (englisch, unm.edu [PDF]).
- Phlegopsis erythroptera (Gould, 1855) and relatives (Aves, Formicariidae) as army ant followers. In: Revista Brasileira de Ornitologia. Band 2, Nr. 3, 1984, S. 165–170, doi:10.1590/s0101-81751983000300008 (englisch, scielo.br [PDF]).
- Myrmotherula antwrens (Aves, Formicariidae) as army ant followers. In: Revista Brasileira de Zoologia. Band 2, Nr. 3, 1984, S. 153–158, doi:10.1590/s0101-81751983000300006 (englisch, scielo.br [PDF]).
- Hypophylax, Hypocnemoides and Myrmoderus (Aves, Formicariidae) as army ant followers. In: Revista Brasileira de Zoologia. Band 2, Nr. 3, 1984, S. 159–164, doi:10.1590/s0101-81751983000300007 (englisch, scielo.br [PDF]).
- Phlegopsis erythroptera (Gould, 1855) and relatives (Aves, Formicariidae) as army ant followers. In: Revista Brasileira de Zoologia. Band 2, Nr. 3, 1984, S. 165–170, doi:10.1590/s0101-81751983000300008 (englisch, scielo.br [PDF]).
- Cercomacra and related antbirds (Aves, Formicariidae) as army ant followers. In: Revista Brasileira de Zoologia. Band 2, Nr. 7, 1985, S. 427–432, doi:10.1590/s0101-81751984000300003 (englisch, scielo.br [PDF]).
- Myrmeciza and related antbirds (Aves, Formicariidae) as army ant followers. In: Revista Brasileira de Zoologia. Band 2, Nr. 7, 1985, S. 433–442, doi:10.1590/s0101-81751984000300004 (englisch, scielo.br [PDF]).
- Antthrushes, antpittas, and gnateaters (Aves, Formicariidae) as army ant followers. In: Revista Brasileira de Zoologia. Band 2, Nr. 7, 1985, S. 443–448 (englisch, scielo.br [PDF]).
- mit Yoshika Oniki: Bibliography of Brazilian Birds: 1500–2002. Divisa Editora, 2002, ISBN 978-85-902676-1-4.
- mit Yoshika Oniki: Aves do Estado de São Paulo. Divisa, 2003, ISBN 978-85-902676-2-1 (portugiesisch).